# Worlds Collide
Worlds Collide – szósty album studyjny fińskiej grupy muzycznej Apocalyptica. Wydawnictwo ukazało się 14 września 2007 roku w Niemczech, Austrii i Szwajcarii, 17 września w Europie, Meksyku i Australii, 19 września w Skandynawii i Rosji, 26 września w Japonii oraz 28 września w Irlandii. Z kolei w Stanach Zjednoczonych i w Kanadzie płyta została wydana 15 kwietnia 2008 roku. Płyta zadebiutowała na 59. miejscu listy Billboard 200 w Stanach Zjednoczonych, sprzedając się w przeciągu tygodnia od dnia premiery w nakładzie 11 tys. egzemplarzy. Do marca 2009 roku wydawnictwo znalazło w USA ponad 230 tys. nabywców.
Wydanie płyty poprzedził singel „I’m Not Jesus”, który ukazał się 14 września 2007 roku. Gościnnie w utworze zaśpiewał Corey Taylor członek formacji Slipknot. Do kompozycji zrealizowany został zrealizowany również teledysk który wyreżyserował Tony Petrossian. Zdjęcia odbyły się w Los Angeles w USA.
17 października 2007 roku ukazał się drugi singel promujący płytę „S.O.S. (Anything But Love)” w którym zaśpiewała Cristina Scabbia członkini włoskiej formacji Lacuna Coil. W stolicy Litwy – Wilnie został zrealizowany teledysk do utworu. 11 grudnia 2008 roku został wydany trzeci i ostatni singel z płyty „I Don’t Care” z gościnnym udziałem Adama Gontiera z grupy Three Days Grace. Do piosenki został zrealizowany również teledysk.
Gościnnie w nagraniach wzięli udział ponadto wokalista niemieckiej formacji Rammstein – Till Lindemann, perkusista Dave Lombardo, wówczas członek grupy Slayer, kanadyjski gitarzysta Phil X oraz japoński wokalista i gitarzysta Tomoyasu Hotei. Udział Lindemanna, a także promocja wydawnictwa w Niemczech przysporzyła zespołowi kłopotów prawnych. Album wydany na tamtejszym rynku zawierał naklejkę reklamującą udział muzyka Rammstein w projekcie. Nazwa niemieckiej grupy, zgodnie z wyrokiem sądu została użyta w reklamie bezprawnie, w efekcie Apocalyptica została zobowiązana do wypłaty 45 tys. euro odszkodowania formacji Rammstein.

## Lista utworów
Opracowano na podstawie materiału źródłowego.
| Edycja podstawowa | Edycja podstawowa                                         | Edycja podstawowa                          | Edycja podstawowa |
| Nr                | Tytuł utworu                                              | Autorzy                                    | Długość           |
| ----------------- | --------------------------------------------------------- | ------------------------------------------ | ----------------- |
| 1.                | „Worlds Collide”                                          | Eicca Toppinen                             | 4:28              |
| 2.                | „Grace (featuring Tomoyasu Hotei)”                        | Mikko Sirén, Tomoyasu Hotei                | 4:09              |
| 3.                | „I’m Not Jesus (featuring Corey Taylor)”                  | Apocalyptica, Geno Lenardo, Johnny Andrews | 3:34              |
| 4.                | „Ion”                                                     | Eicca Toppinen                             | 3:46              |
| 5.                | „Helden (featuring Till Lindemann)”                       | David Bowie, Brian Eno                     | 4:18              |
| 6.                | „Stroke”                                                  | Eicca Toppinen                             | 4:32              |
| 7.                | „Last Hope (featuring Dave Lombardo)”                     | Mikko Sirén, Eicca Toppinen                | 4:47              |
| 8.                | „I Don’t Care (featuring Adam Gontier, Phil X)”           | Max Martin, Eicca Toppinen, Adam Gontier   | 3:57              |
| 9.                | „Burn”                                                    | Eicca Toppinen                             | 4:16              |
| 10.               | „S.O.S. (Anything But Love) (featuring Cristina Scabbia)” | Eicca Toppinen, Johnny Andrews             | 4:19              |
| 11.               | „Peace”                                                   | Eicca Toppinen                             | 5:49              |
|                   |                                                           |                                            | 47:55             |

| Edycja rozszerzona | Edycja rozszerzona                                        | Edycja rozszerzona                         | Edycja rozszerzona |
| Nr                 | Tytuł utworu                                              | Autorzy                                    | Długość            |
| ------------------ | --------------------------------------------------------- | ------------------------------------------ | ------------------ |
| 1.                 | „Worlds Collide”                                          | Eicca Toppinen                             | 4:28               |
| 2.                 | „Grace (featuring Tomoyasu Hotei)”                        | Mikko Sirén, Tomoyasu Hotei                | 4:09               |
| 3.                 | „I’m Not Jesus (featuring Corey Taylor)”                  | Apocalyptica, Geno Lenardo, Johnny Andrews | 3:34               |
| 4.                 | „Ion”                                                     | Eicca Toppinen                             | 3:46               |
| 5.                 | „Helden (featuring Till Lindemann)”                       | David Bowie, Brian Eno                     | 4:18               |
| 6.                 | „Stroke”                                                  | Eicca Toppinen                             | 4:32               |
| 7.                 | „Last Hope (featuring Dave Lombardo)”                     | Mikko Sirén, Eicca Toppinen                | 4:47               |
| 8.                 | „I Don’t Care (featuring Adam Gontier, Phil X)”           | Max Martin, Eicca Toppinen, Adam Gontier   | 3:57               |
| 9.                 | „Burn”                                                    | Eicca Toppinen                             | 4:16               |
| 10.                | „S.O.S. (Anything But Love) (featuring Cristina Scabbia)” | Eicca Toppinen, Johnny Andrews             | 4:19               |
| 11.                | „Peace”                                                   | Eicca Toppinen                             | 5:49               |
| 12.                | „Ural”                                                    | Eicca Toppinen                             | 5:41               |
| 13.                | „Lies”                                                    | Perttu Kivilaakso                          | 3:43               |
| 14.                | „Dreamer”                                                 | Paavo Lötjönen                             | 3:36               |
|                    |                                                           |                                            | 1:00:55            |

| Edycja iTunes Deluxe | Edycja iTunes Deluxe                                       | Edycja iTunes Deluxe                       | Edycja iTunes Deluxe |
| Nr                   | Tytuł utworu                                               | Autorzy                                    | Długość              |
| -------------------- | ---------------------------------------------------------- | ------------------------------------------ | -------------------- |
| 1.                   | „Worlds Collide”                                           | Eicca Toppinen                             | 4:28                 |
| 2.                   | „Grace (featuring Tomoyasu Hotei)”                         | Mikko Sirén, Tomoyasu Hotei                | 4:09                 |
| 3.                   | „I’m Not Jesus (featuring Corey Taylor)”                   | Apocalyptica, Geno Lenardo, Johnny Andrews | 3:34                 |
| 4.                   | „Ion”                                                      | Eicca Toppinen                             | 3:46                 |
| 5.                   | „Helden (featuring Till Lindemann)”                        | David Bowie, Brian Eno                     | 4:18                 |
| 6.                   | „Stroke”                                                   | Eicca Toppinen                             | 4:32                 |
| 7.                   | „Last Hope (featuring Dave Lombardo)”                      | Mikko Sirén, Eicca Toppinen                | 4:47                 |
| 8.                   | „I Don’t Care (featuring Adam Gontier, Phil X)”            | Max Martin, Eicca Toppinen, Adam Gontier   | 3:57                 |
| 9.                   | „Burn”                                                     | Eicca Toppinen                             | 4:16                 |
| 10.                  | „S.O.S. (Anything But Love) (featuring Cristina Scabbia)”  | Eicca Toppinen, Johnny Andrews             | 4:19                 |
| 11.                  | „Peace”                                                    | Eicca Toppinen                             | 5:49                 |
| 12.                  | „Ural”                                                     | Eicca Toppinen                             | 5:41                 |
| 13.                  | „Dreamer”                                                  | Paavo Lötjönen                             | 3:36                 |
| 14.                  | „I Don’t Care (featuring Adam Gontier) [Live at XM Radio]” | Max Martin, Eicca Toppinen, Adam Gontier   | 3:37                 |
| 15.                  | „I’m Not Jesus (featuring Corey Taylor) [Video]”           | Apocalyptica, Geno Lenardo, Johnny Andrews | 3:34                 |
|                      |                                                            |                                            | 1:04:23              |

| Bonus DVD | Bonus DVD                    | Bonus DVD |
| Nr        | Tytuł utworu                 | Długość   |
| --------- | ---------------------------- | --------- |
| 1.        | „I’m Not Jesus (Video)”      |           |
| 2.        | „I’m Not Jesus" (Making of)” |           |
| 3.        | „Interview”                  |           |
| 4.        | „Interview in Japan”         |           |
| 5.        | „Master of Puppets (live)”   |           |
| 6.        | „Betrayal (live)”            |           |
| 7.        | „Photo Gallery”              |           |

## Twórcy
Opracowano na podstawie materiału źródłowego.
| Zespół Apocalyptica w składzie - Eicca Toppinen – wiolonczela - Paavo Lötjönen – wiolonczela - Perttu Kivilaakso – wiolonczela - Mikko Sirén – perkusja, instrumenty perkusyjne Dodatkowi muzycy - Paul Bushnell – gitara basowa (8) - Adam Gontier – wokal prowadzący (8) - Phil X – gitara (8) - Mats Levén – wokal wspierający (8) - Cristina Scabbia – wokal prowadzący (10) - Dave Lombardo – perkusja (7) - Till Lindemann – wokal prowadzący (5) - Richard Kruspe – gitara (5) - Corey Taylor – wokal prowadzący (3) - Tomoyasu Hotei – gitara (2) | Produkcja - Svante Forsbäck – mastering (5, 9-11) - Ted Jensen – mastering (1-4, 6-8) - Rich Costey – miksowanie (3, 8) - Stefan Glaumann – miksowanie (1, 2, 4-7, 9-11) - Ville Akseli – zdjęcia - Tom Van Heesch – inżynieria dźwięku, edycja cyfrowa - Paul Decarli – edycja cyfrowa (8) - Justin Gerrish – inżynieria dźwięku - Hatsukazu Inagaki – inżynieria dźwięku (8) - Howard Benson – produkcja muzyczna (8), wokal wspierający (8), instrumenty klawiszowe (8), programowanie (8) - Jacob Hellner – produkcja muzyczna (1-7, 9-11) - Mike Plotnikoff – realizacja nagrań (8) - Ulf Kruckenberg – realizacja nagrań perkusji - Henka Johansson – obsługa techniczna perkusji |

## Wydania
| Rok  | Nr katalogowy | Format                          | Wydawca                                      | Region            | Źródło |
| ---- | ------------- | ------------------------------- | -------------------------------------------- | ----------------- | ------ |
| 2007 | 88697307212   | CD, Album                       | 20-20 Entertainment LLC, Jive                | Europa            | [ 15 ] |
| 2007 | 88697157322   | CD, Album                       | 20-20 Entertainment LLC, GUN Records         | Europa            | [ 15 ] |
| 2007 | 88697159122   | CD, Album                       | Sony BMG Music Entertainment                 | Europa            | [ 15 ] |
| 2007 | 88697159122   | CD, Album, Dig + DVD, PAL       | Sony BMG Music Entertainment                 | Europa            | [ 15 ] |
| 2007 | 88697157352   | CD, Album                       | Sony BMG Music Entertainment                 | Europa            | [ 15 ] |
| 2007 | 8869 715735-2 | CD, Album                       | Sony BMG Music Entertainment                 | Argentyna         | [ 15 ] |
| 2007 | 88697-21580-2 | CD, Album                       | 20-20 Entertainment LLC, Jive                | Kanada            | [ 15 ] |
| 2007 | 886971-6397-2 | CD, Album                       | Sony BMG Music Entertainment                 | Ukraina           | [ 15 ] |
| 2007 | 88697-15735-2 | CD, Album                       | 20-20 Entertainment LLC, Sony BMG, Red Label | Australia         | [ 15 ] |
| 2007 | 88697157332   | CD, Album + DVD, PAL, S/Edition | Sony BMG Music Entertainment                 | Niemcy            | [ 15 ] |
| 2007 | 88697-27553-2 | CD, Album, Dig + DVD, NTSC      | 20-20 Entertainment LLC                      | Stany Zjednoczone | [ 15 ] |
| 2007 | 88697-21580-2 | CD, Album                       | 20-20 Entertainment LLC                      | Stany Zjednoczone | [ 15 ] |
| 2007 | BVCP-25106/7  | CD, Album, Promo + DVD-V        | BMG Japan, Inc.                              | Japonia           | [ 15 ] |
| 2007 | BVCP-21554    | CD, Album                       | 20-20 Entertainment LLC, BMG                 | Japonia           | [ 15 ] |
| 2007 | BVCP-25106/7  | CD, Album + DVD-V               | BMG Japan, Inc.                              | Japonia           | [ 15 ] |
| 2007 | 886971-6397-2 | CD, Album                       | Sony BMG Music Entertainment                 | Rosja             | [ 15 ] |
| 2007 | 88697-27553-2 | CD, Dig + DVD                   | 20-20 Entertainment LLC                      | Finlandia         | [ 15 ] |

## Listy sprzedaży
| Lista                        | Kraj              | Pozycja |
| ---------------------------- | ----------------- | ------- |
| Ö3 Austria Top 40            | Austria           | 13      |
| Ultratop                     | Belgia            | 97      |
| Suomen virallinen lista      | Finlandia         | 8       |
| SNEP                         | Francja           | 45      |
| MegaCharts                   | Holandia          | 90      |
| AMPROFON                     | Meksyk            | 5       |
| Media Control Charts         | Niemcy            | 10      |
| Schweizer Hitparade          | Szwajcaria        | 10      |
| Billboard 200                | Stany Zjednoczone | 59      |
| Billboard Rock Albums        | Stany Zjednoczone | 22      |
| Billboard Independent Albums | Stany Zjednoczone | 7       |
| Billboard Alternative Albums | Stany Zjednoczone | 15      |
| Billboard Hard Rock Albums   | Stany Zjednoczone | 7       |